# Français de Franche-Comté
Le français de Franche-Comté désigne la variante régionale du français parlé en Franche-Comté (tournures et vocabulaire). Celle-ci a été influencée par le franc-comtois (parlé au nord de son territoire) et l'arpitan comtois (parlé au sud de son territoire).

## Accent
L’accent franc-comtois reste l’un des fondements identitaires d’une région encore très attachée à ses particularismes et une marque de reconnaissance des Francs-Comtois entre eux. Il diffère des accents voisins en particulier alsaciens et suisses, mais il se caractérise par la distinction entre les voyelles courtes et longues, tache et tâche se prononcent différemment: [taʃ] et [tɑːʃ], faite et fête se prononcent différemment: [fɛt] et [fɛːt]. Une élision du « e » muet (Besançon devient B’sançon, Vesoul devient V’zoul), tandis que le « o » final fermé devient un « o » ouvert (gâteau se prononce [ɡɑˈtɔ]). Le <r> est guttural et raclé. Autre caractéristique, la présence de sons mouillés en particulier le « l » prononcé souvent comme un « y ». L’accent est particulièrement fort dans le Haut-Doubs popularisé par la Madeleine Proust. Outre Laurence Sémonin créatrice de ce personnage, Lilian Renaud (chanteur) et Florence Baverel-Robert (sportive et consultante) également natifs du Doubs ont un accent très marqué. Dans le Jura, le parlé se rapproche de l'accent suisse romand ; Robez-Ferraris énonce les caractéristiques suivantes :
« Il a un accent qui ressemble à celui de la Suisse romande dont la marque dominante tient à l’allongement assez marqué de l’avant-dernière syllabe d’un groupe phonétique : du gruyère se prononce chez les personnes âgées du grû:ère ; mais chez les jeunes avec une voyelle prétonique assez longue : du grû:yère. Un autre trait porte sur la voyelle o qui a souvent un timbre ouvert en voyelle finale : un pot, un mot, un marmot ont un –o final ouvert. »
Cet accent fut longtemps combattu et considéré comme une mauvaise prononciation associée à des mœurs rurales qualifiées de retardées et archaïques. En 1755 Mme Brun publie à Besançon l’Essay d'un dictionnaire comtois-françois non pas dans un but linguistique mais avec l’objectif affiché d’aider ses compatriotes « à réformer leur langage ». Elle qualifie la prononciation comtoise de pesante et niaise et recommande le dépaysement des jeunes générations comme seule manière de corriger ces défauts.
Au contraire de cette démarche, Charles Beauquier analyse l’accent en ces termes.
« Il est assez probable que ce que nous qualifions souvent chez le peuple de mauvaise prononciation est simplement une ancienne manière de prononcer, connue la plupart des locutions dites « vicieuses « ne sont autre chose que des locutions vieillies. Plusieurs personnes chez nous disent encore nentilles. Or, au XVIIIe siècle c'était la façon régulière de prononcer ce mot. Ainsi Ménage écrivait : « Il faut dire de la poirée et des nentilles avec les Parisiens, et non pas des bettes et des lentilles avec les Angevins. » Chez nous, beaucoup de gens prononcent encore des meures pour des mûres, pussin pour poussin, cemetière pour cimetière, util pour outil, etc. »
« L'étymologie justifie ces prononciations. Nous avons un exemple frappant d'eu transformé en u dans notre langue usuelle avec le verbe être : j'eus, tu eus, il eut, que nous prononçons absolument comme si l’u n'était pas précédé d'un e muet.
Une des singularités de la prononciation comtoise, et qui tend du reste tous les jours à disparaître, consiste à accentuer certains mots on liant la voyelle à la première consonne au lieu de la séparer. Ainsi bien des personnes disent encore : ain-mer pour aimer; la bonne an-née; un meun-nier; Annette; san-medi, pour samedi. Nous avons trouvé ce dernier mot dans un texte comtois du XVIe siècle écrit sambedy, ce qui est conforme à la prononciation locale. »
« Une autre habitude provinciale, particulière à la Franche-Comté, est celle qui consiste à donner à la syllabe ouverte oi le son de oué :
« Moué, toué, le roué » ça fait troués est le dicton usité pour railler l'accent comtois. Cette prononciation aussi logique que celle qui a fait prononcer avait au lieu de avoit et le peuple français au lieu du peuple françois, commence à devenir moins fréquente ; mais il n'en est pas de même de celle qui consiste à supprimer la liquide l dans les mots où elle précède les syllabes ier. Ainsi on dit escaier pour escalier, coier pour collier, balier pour balayer, etc. De même on prononce volontiers lumi-ire, premi-ire pour lumière, première, etc.
Quant au changement des voyelles brèves en longues, tout le monde sait que c'est là notre moindre défaut, et il est absolument nécessaire que nous séjournions longtemps hors du pays pour nous apercevoir que nous avons l'habitude de dire câve pour cave, citâdelle pour citadelle, gâber pour gober, etc., de même que nous prononçons Vsoul, Bsançon sans faire sentir l'e muet. Inutile de dire qu'il en sera de ces prononciations locales comme des mots qui font l'objet de ce dictionnaire : elles finiront toutes par tomber en désuétude ».
Toutefois l’accent a sans doute mieux survécu que le français régional ou la langue franc-comtoise; au contraire, Louis Pasteur, à une réunion de « compatriotes » à Paris en 1883, s’exprimait en ces termes : « Vous nous faites entendre de tous côtés les intonations de cet accent franc-comtois qui, par fierté sans doute de son origine, ne se perd jamais. »

## Un français régional diversifié

### La Franche-Comté, une région aux multiples influences
Jeau-Paul Colin  résume l'espace franc-comtois comme une région ouverte sur des espaces culturellement et géographiquement hétérogénes :
« La Franche-Comté se situe à un carrefour particulièrement complexe et fréquenté au cours de l’histoire de France. Influences germaniques au nord de la ligne de démarcation, avec les Alamans et les Burgondes, influences latines et romanes au sud, avec le franco-provençal, sans oublier le fond gaulois, la Comté, région à la fois agricole et industrielle, a vu cohabiter nombre de parlers assez éloignés les uns des autres. Entre le Haut-Jura montagnard, jadis très isolé, le Doubs central, la plaine de Saône, les confins de la Bresse de Lons-le-Saunier à Dole, multiples furent les manières de parler et de vivre, héritage de population longtemps ballotées, convoitées et persécutées par les puissants, traversées par les guerriers de l’un ou l’autre camp. Aussi ne peut-on parler du franc-comtois comme d’un parler unique ou tout du moins homogène. Si elle est française depuis trois siècles par le traité de Nimègue (1678), la Franche-Comté est demeurée très diverse malgré son unité politique et administrative, quelque peu factice. Les forces centrifuges semblent souvent l’emporter, dans la vie quotidienne des gens, sur la force centripète de Besançon, ville capitale comme elle se baptise elle-même.  On est bien obligé de constater que les Jurassiens de Saint-Claude sont très fortement attirés par Lyon, que le Haut-Doubs et le Jura sont très proches de la Suisse, que le Nord-Franche-Comté avec sa puissante industrie, aspire beaucoup d’habitants vers l’aire Belfort-Sochaux-Montbéliard, que le Sud de la Haute-Saône lorgne vers Dijon, capitale bourguignonne, etc… »

### Des régionalismes spécifiques

#### Un parler jurassien tourné vers la Suisse romande
Dans le Jura et le Haut-Doubs les régionalismes sont communs aux régions voisines de Suisse. Pour Gaston Tuaillon il existe donc un régionalisme commun à la Suisse romande et au Jura, ainsi il ne s’agit pas d’helvétisme dans le français régional du Jura mais plutôt de l’appartenance à une communauté linguistique commune. Ainsi des deux côtés du Jura on utilisera la préposition "sur" au lieu de la préposition "en" (ex. : sur Suisse au lieu de en Suisse). L'échange permanent entre frontaliers, la recolonisation du Jura par des Suisse après la guerre de Dix Ans, a largement contribué au développement d'un continuum linguistique.

#### Un parler du Nord de la Franche-Comté soumis aux influences germaniques
L’appartenance du Territoire de Belfort à l’Alsace jusqu’en 1871 ainsi que la souveraineté allemande sur Montbéliard a influencé profondément le lexique du comtois et du français régional local. Si la plupart des mots d’origine germanique sont spécifiques à Montbéliard, on les retrouve dans une moindre mesure diffusé dans toute la Franche-Comté. L’annexion de l’Alsace-Lorraine, en 1871, a favorisé l’émigration de population alsacienne dans le Nord de la région.
Pour Contejean, la région de Montbéliard garde la trace d'une vieille présence de germanisme dans la langue parlée que ce soit au niveau du français régional, du comtois et même des patronymes :
« (…) Puisque la langue patoise a complètement adopté certains mots germaniques, et qu’elle les exprime d’après son propre génie et non à la manière allemande, il m’a paru juste et naturel de les représenter comme on les prononce. Ainsi, j’écris chelitte, traineau, chetaine, bille, chepanne, empan, quenade, pardon quenôgue, assez, parce qu’en patois on prononce réellement en trois syllabes, quoique les radicaux allemands Schlitte, Stein, Spanne, Gnade, Genug n’en aient que deux au plus. De semblables altérations ont même passé dans les noms propres et sont consacrées par les registres de l’état civil : à Montbéliard, on prononce Tainmefeul pour Dempfel, Gogueur pour Koger, Tirepac pour Duerbach, Chafrichetaine pour Scharfenstein, Tiainnic pour Koenig, etc. ; très vraisemblablement la famille Quenaidit descend d’une famille allemande du nom de Gnoedig. »
Notes : Ce glossaire est issu des études de Beauquier et Contejean
| Français régional                     | Allemand                                             |
| ------------------------------------- | ---------------------------------------------------- |
| baour (rustre, grossier)              | de l’all. bauer (paysan)                             |
| betchelle (craquelin)                 | de l’all. Bretzel (idem)                             |
| boucotte (blé noir)                   | de l’all. bush weisen (farine froment)               |
| brimbelle (myrtille)                  | de l’all. brombeere (idem)                           |
| brique (morceau)                      | de l’all. brechen (casser)                           |
| catoufle (pomme de terre)             | de l’all. Kartoffeln (idem)                          |
| chantzer (obéir sans répliquer)       | de l’all. schanzen (être rudement mené)              |
| chepagne (empan)                      | de l’all. Spanne (idem)                              |
| chetrique-nodeule (macaroni)          | de l’all. strick-nudel (corde-nouille)               |
| chiffer (se gratter la tête)          | du bas all. Schirfen (gratter, écorcher)             |
| chouquener (frisonner)                | de l’all. schuckere (frisson)                        |
| craffe (force)                        | de l’all. kraft (idem)                               |
| crôgue (cruche)                       | de l’all. Krug (idem)                                |
| crompîre (pomme de terre)             | de l’all. grundbirne (poire de terre)                |
| se fouetrer (se gorger de nourriture) | de l’all. futter (doublure)                          |
| frelore (perdu)                       | de l’all. verloren (perdre)                          |
| graibussener (gratter)                | de l’all. Graben (creuser)                           |
| graibeusse (écrevisse)                | de l’all. Krebs (idem)                               |
| guéguille (crotte)                    | de l’all. kegel (boulet, petite boule)               |
| guinguer (jouer du violon)            | de l’all. geige (violon)                             |
| ioutre (juif)                         | de l’all. Iude (idem)                                |
| joume (mousse)                        | de l’all. geifer (écume)                             |
| kalifersténe (imbécile)               | de l’all. kann nicht verstehen (je ne comprends pas) |
| pâchenée (fessée)                     | de l’all. Patsch (idem)                              |
| petteleur (mendiant)                  | de l’all. Betteler (idem)                            |
| rechtringuer (endimancher)            | de l’all. Striegeln (nettoyer)                       |
| recotser (vomir)                      | de l’all. Kotzen (idem)                              |
| riter (courir)                        | de l’all. reiten (aller à cheval)                    |
| ribe (moulin à broyer le chanvre)     | de l’all. reiben (frotter)                           |
| schlaguer (battre)                    | de l’alsacien schlagen (idem)                        |
| schlitter (glisser en traineau)       | de l’all. schlitten (idem)                           |
| schmequer (paraitre bon au gout)      | de l’all. Schmecken (idem)                           |
| schnébergue (mauvais tabac)           | de l’all. Schneeberg (idem)                          |
| tache (poche)                         | de l’all. Tasche (idem)                              |
| trage (passage)                       | de l’all. Tracht (idem)                              |
| valter (tourner)                      | de l’all. Waelzen (idem)                             |
| vendeler (vagabonder)                 | de l’all. wandeln (voyager)                          |
| vouiner (pleurer)                     | de l'all. Weinen (idem)                              |

### Des influences lexicales venus d'autres espaces linguistiques
Dans une moindre mesure l’italien, le hollandais (héritage de la période bourguignonne ?) et l’espagnol (héritage de la période espagnole) ont influencé le parler local. Voici quelques exemples :
- péquignot (petit) : de pequeño en espagnol (idem)
- aria (difficulté, embarras) : de l’italien (air)
- faiviôle (haricot) : de l’italien fagiolo (idem)
- chercher Rogne (chercher querelle) : de l’italien rogna (embêtements)
- aidiaisse (pie): de l’italien gazza (idem)
- varloupe (prostituée) : du hollandais weer loop (qui va et vient, coureuse)

## Français et français régional
Le français classique influence le français régional de deux manières : d'abord en s'imposant sur les langues régionales. Il contribue à franciser la graphie mais aussi la prononciation des régionalismes. D'autre part le lexique régional est également largement influencé par des mots français qui se manifestent soit de manière déformée, soit par des faux-amis.
| Faux-amis. Français régional | Français                  |
| ---------------------------- | ------------------------- |
| cassette                     | petite casserole          |
| chèvre                       | plaisanterie              |
| ravager                      | s’agiter fébrilement      |
| graver                       | gêner                     |
| brique                       | fragment                  |
| aigles                       | buse                      |
| affubler                     | souffleter vigoureusement |
| bonne femme                  | sage-femme                |
| colchique                    | pissenlit                 |
| bourrer                      | fermer                    |

| Français     | Français régional | Français     | Français régional | Français   | Français régional |
| ------------ | ----------------- | ------------ | ----------------- | ---------- | ----------------- |
|              |                   |              |                   |            |                   |
| héberger     | aberger           | achis        | achis             | acquéreur  | acqreur           |
| halte        | alte              | amende       | amandre           | omelette   | amelette          |
| ameuter      | amuter            | araignée     | aragnée           | herboriser | arboriser         |
| fil d’archal | fil d’arechal     | balayer      | balyer            | banal      | bannal            |
| basane       | bazarne           | becfigue     | becfi             | beignets   | beugnets          |
| bienfaiteur  | bienfacteur       | berlue       | brelüe            | brûlé      | brule             |
| cacophonie   | cacaphonie        | câpre        | cape              | cataplasme | cataplame         |
| salsifis     | cercifix          | civière      | ceviere           | châtaigne  | chatagne          |
| chènevis     | chenevais         | simagrée     | chimagrée         | chrétienté | chretianté        |
| corridor     | colidor           | contenance   | continence        | coquille   | coquerille        |
| caporal      | corporal          | concombre    | coucombre         | copeaux    | coupeaux          |
| corbeau      | courbeau          | corvée       | courvée           | couvercle  | couvert           |
| accroire     | croire            | cueillir     | cuillir           | dartre     | darte             |
| dévider      | devuider          | dévidoir     | devuidoir         | délayer    | dilayer           |
| dorénavant   | dorsenavant       | écrevisse    | ecrivisse         | emplir     | empler            |
| emprunter    | empretter         | enfilé       | enfle             | amouracher | emmouracher       |
| attablé      | entablé           | épeler       | épiller           | strapontin | estrapontin       |
| éventail     | eventeil          | belle gueule | bien facié        | fléau      | flo               |
| fossette     | foussotte         | femelle      | fumelle           | canif      | ganif             |
| garnement    | garniment         | girofle      | gerofle           | gonflé     | gonfle            |
| grill        | grille            | havresac     | habresac          | huissier   | hussier           |
| hyacinthe    | jacinte           | hibou        | ibou              | infirme    | infierme          |
| infirmité    | infiermité        | jatte        | jette             | linteau    | litaut            |
| lessive      | lissive           | hoquet       | loquet            | menuisier  | menusier          |
| grand-mère   | grande-mère       | grand-messe  | grande-messe      | mûr        | meur              |
| mûre         | meure             | mûrir        | meurir            | minois     | minoir            |
| émoulu       | moulu             | moquette     | mouquette         | moricaud   | mouriceau         |
| morilles     | mourilles         | morveux      | mourveux          | meugler    | mugler            |
| meute        | mute              | nèfle        | néple             | nuque      | nique             |
| narguer      | niarguer          | ouate        | ouëtte            | parapluie  | parepluie         |
| paravent     | parevent          | péter        | petter            | pindariser | pintariser        |
| poireau      | poureau           | prieuré      | prioré            | presque    | prèque            |
| prêter       | prunter           | pleurésie    | purési (m)        | cancan     | quamquam          |
| rémouleur    | ramouleur         | râtelier     | ratelis           | rébarbatif | rebarbaratif      |
| registre     | régitre           | enregistrer  | régitrer          | relever    | releuver          |
| reverdir     | renverdir         | renverser    | renvers           | revanche   | revange           |
| rehausser    | rôffer            | samedi       | sambedy           | saucière   | sauçoire          |
| saugrenu     | saugreneu         | sarcler      | sercler           | sérénade   | serrenade         |
| sournois     | sornois           | solder       | soudre            | sarbacane  | surbacane         |
| tarte        | tartre            | théière      | thétiere          | tilleul    | tillot            |
| tire-larigot | torlorigot        | outil        | util              | veuf       | veuve             |
| vide         | vuide             |              |                   |            |                   |

## Langues régionales et français régional

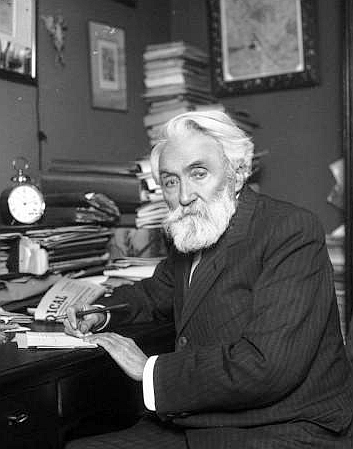
Charles Beauquier

Les deux langues vernaculaires de Franche-Comté sont le franc-comtois de langue d’oïl et l'arpitan comtois (dialectes spécifiques du Haut-Doubs, des plateaux du Jura et du Haut-Jura, dialecte d’influence bressane dans la Bresse jurassienne et dialecte sauget). La Franche-Comté a de tout temps été francophone, toutefois le français représentait seulement la langue de l’élite, les deux langues régionales étant le parler quotidien du peuple que ce soit dans les villes ou dans la campagne. Le français régional appelé aussi provincialisme est issu de cette diglossie.
Selon Charles Beauquier :
« Un patois est le dialecte que parlaient autrefois tous les habitants d'une même région et qui actuellement n'est plus en usage que dans les campagnes. En effet, les patois sont la langue rustique de la France. Ils se composent de deux espèces de mots très distinctes : des mots que nous appellerons « français», c'est-à-dire usités dans le langage de tout le monde, mais habillés à la paysanne, et des mots non employés dans la langue ordinaire et dont la plupart sont de vieilles expressions tombées en désuétude. Un grand nombre de mots de cette dernière espèce, on pourrait dire le plus grand nombre, ont passé dans le langage des villes où ils sont demeurés, en subissant toutefois une transformation. On les a accommodés à la française ; ou a « modernisé » leurs désinences. Sous cet accoutrement nouveau ils prennent le nom de provincialismes. Le provincialisme peut donc se définir la forme urbaine des mots patois. »

### Influence de la languefranc-comtoise(origine latine et langue d’oïl)
Le franc-comtois, de par sa proximité avec le français et sa continuité avec la langue latine a influencé un grand nombre de mots.
| Langue régionale                | Franc-comtois                 |
| ------------------------------- | ----------------------------- |
| achatir (affriander)            | çhaiti (cajoler)              |
| affauti (affaibli)              | aifaiti (idem)                |
| arche (coffre)                  | airtche (idem)                |
| avrillé (abrité)                | évri (abri)                   |
| beugne (bosse)                  | bugne (idem)                  |
| campenotte (jonquille)          | campanotte (petite cloche)    |
| cancoine (hanneton)             | cancouenne (idem)             |
| charpine (panier d’osier)       | tchérpaigne (idem)            |
| cramaillot (pissenlit)          | cramoillot, cramiat (idem)    |
| gaichotte (jeune fille)         | baîchatte, gaich’notte (idem) |
| échaille (écharde)              | étchèye (idem)                |
| entrioler (séduire)             | riole (plaisanterie, conte)   |
| enviecheler (mettre en tonneau) | vaiché (tonneau)              |
| évaltonné (absent)              | évoul (idem)                  |
| gravolon (frelon)               | gravalon (idem)               |
| hodieu (aujourd’hui)            | adjed’heû (idem)              |
| javiôle (cage)                  | dgaiviôle (idem)              |
| larmier (soupirail)             | larmie (idem)                 |
| maishui (maintenant)            | maisheu (idem)                |
| nailles (dragée)                | naiye (idem)                  |
| nau (bassin)                    | nô (idem)                     |
| panner (essuyer)                | pannaie (idem)                |
| poêle (chambre à coucher)       | poiye, poiyat (idem)          |
| recheute (auvent)               | aichote (abri)                |

### Influence de l'arpitancomtois
L’émigration suisse en Franche-Comté d’abord dans le Jura dès le Moyen Âge puis après la guerre de Dix Ans pour repeupler le pays (auquel se sont joints des Savoyards) a amené un grand nombre de mots franco-provençaux. Colette Dondaine pense que la Franche-Comté fut d’abord entièrement de tradition franco-provençale.
| Français régional                               | Arpitan comtois                                |
| ----------------------------------------------- | ---------------------------------------------- |
| abader (faire marcher un troupeau)              | du fcp.ORB abadar (laisser, lâcher)            |
| armailler (garçon de ferme)                     | du jurassien et vaudois armayi (idem)          |
| besiller (bondir pour une bête)                 | du jurassien besillie (idem)                   |
| bosse (tonneau à raisin)                        | du fcp. bot (tonneau, outre)                   |
| bument (fumier)                                 | du suisse romand bument (idem)                 |
| éfraser (émietter)                              | du suisse romand fraisa (miette)               |
| failles (torches de bois pour les feux de joie) | du jurassien fouaille (idem)                   |
| fossoir (houe)                                  | du jurassien fossou (idem)                     |
| fruitière (coopérative fromagère)               | mot particulier au Jura et au canton de Vaud   |
| gauche (espèce de raison blanc)                 | du jurassien gueuche (nom d’un plant de vigne) |
| lavon (planche)                                 | du jurassien, lovon (idem)                     |
| magnin (chaudronnier)                           | du suisse romand magnin (idem)                 |
| mérandon (déjeuner)                             | du suisse romand marena (idem)                 |
| misse (rate)                                    | du jurassien meussa (idem)                     |
| rancoiller (râler)                              | du jurassien rancoillie (idem)                 |
| triot (marcs)                                   | du suisse romand troilli (presser, écraser)    |
| tuyé (cheminée à fumer la charcuterie)          | du jurassien tuyé (idem)                       |

## Le parler de la ruralité

### Un vocabulaire essentiellement rural
Henry Fleish dans son étude du français régional de Jonvelle relève une grande diversité de mots concernant les savoirs relatifs aux activités agricoles, au climat et à la nature. Par exemple, concernant les conditions atmosphériques il note :
« Quand la pluie tombe violemment : « la pluie rouche », ou bien « tombe a siaux ». Quand au contraire, il bruine : « il broussine », on dit aussi « il brouillasse ». - Bruiner est inconnu.
- Le vent du Sud-Est est « le solaire »
- Le vent d'Ouest : « le droit-vent »
- Le vent du Nord-Est : « la verne ».

Un proverbe les réunit : Le solaire : la pluie en l'air - la verne l'amène - le droit-vent la répand - la bise à sa guise. »

## Lexique

### Toponymes
- Auxon-Dessus : Ausson D'ssus, K'son'd'ssu
- Belfort : Be'fort
- Besançon : B'sançon, B'sac, Besac
- Champagnole: Champa'
- Devecey : Defcey
- Geneuille : G'neuille
- Giromagny : Giro
- Métabief : Méta'
- Montbéliard : Montbé'
- Poligny : Polac'
- Pontarlier : Pontus, Pont' Ponta
- Valentigney : Valen
- Velotte : V'lotte
- Vesoul : Vsoul

### Vocabulaire et expressions de base
- ablette : (n. f.) personne de petite taille
- affutiaux : (n. m.) vêtements
- agasse : (n. f.) pie
- amodier : (v. tr.) louer, avoir en location
- à moi la peur : (loc.) je serais bien surpris si...
- appondre : (v. tr.) mettre bout à bout, ajouter
- argonier : (n. m.) homme malhonnête
- attiot : (n. m.) orteil
- arquer : (v. tr.) marcher
- avoir les yeux chiassoux : avoir les yeux collés par les sécrétions
- balme : (n.f.) grotte
- barrer : (v. tr.) clore, fermer, clôturer
- beau faire : (loc.) bien assez
- beugner :  (v. tr.) heurter, meurtrir
- beugnets : (n. m. pl.) beignets
- beuiller : (v. tr.) guetter, épier
- beuyot, beuillot :  (n. m.) judas, petite lucarne, quelqu'un de stupide
- biaude : (n. f.) blouse
- bigot : (n. m.) pioche à deux cornes utilisée par les vignerons, quelqu'un de rustre.
- bief : (n. m.) ruisseau
- blesson : (n. m.) poire sauvage
- brequiller : (v. intr.) bricoler
- boirobeau : à peine chaud
- bourriauder : (v. tr.) bousculer
- bue : (n. f.) lessive
- butin : (n. m.) bien, acquisition
- cabe : (n. f.) chèvre
- caba : (n. m.) grand sac pour faire les courses.
- cabiotte : (n. f.) petite cabane
- caborde : (n.f.) ancienne cabane de vigneron en pierres sèches.
- ça claire : (loc.) c'est allumé
- camp-volant : (n. m.) nomade
- catiche : (n. f.) poupée
- caule : (n. f.) coiffe de femme, bonnet de bébé
- charmotte : (n. f.) corbeille, de forme variable, portée en bandoulière
- charri : (n. m.) couloir qui dessert la cuisine d’un côté et la grange de l’autre
- chaule : (n. m.) visage, tête
- chazal : (n. m.) place à bâtir
- ch'ni : (n.m.) poussière de ménage
- chouiner : (v. tr.) pleurer
- clairer :  (v. tr.) allumer
- comme que comme : (loc.) de toute façon
- coquelle (n. f.), coquelon (n. m.) : casserole en fonte, fait-tout
- cornet : (n. m.) sac en plastique
- courtil : (n. m.) jardin potager
- cramouillot : (n.m.) pissenlit
- cros : (n. m.) corbeaux
- cru : (adj.) froid et humide
- cudot : (n. m.) celui qui fait des bêtises par gloriole
- daubot : (adj.) simple, un peu idiot
- daubotte : (n. f.) tourterelle, féminin de daubot
- deporter : (v. tr.) rayer, supprimer, se pousser
- demeurance : (n. f.) lieu de séjour
- devinotte : (n.f) petite histoire en forme de devinette
- douillon : (n. m.) source
- eauvotte : (n. f.) « petite eau » sous-produit de la distillation
- echaulons : (n. m.) noix
- écreci : (n. m.) gringalet
- egrali, egreli : (adj.) rétréci par la soif, altéré, noué par l’émotion
- émeiller (s’) : (v. pron.) s’émouvoir
- épailler : (v.in.) se sauver, se disperser
- en bailler tout bleu : (loc.) être très étonné
- essard : (n. m.) lieu essarté, défriché
- estagon : (n. m.) bidon, récipient en métal
- estourbir : (v. tr.) assommer
- être rincé : être trempé par la pluie
- faire une raponse : (loc.) recoudre
- fau : (n. m.) fou
- fier : (adj.) acide, amer
- finage : (n. m.) territoire d’une commune, ensemble des terres cultivables morcelé en petites parcelles sans clôture
- fougne : (n. f.) sorte de trident, pour la pêche
- foulere : (n. f.) feu de joie
- fruitier : (n. m.) fromager
- gachenot, gachenotte : (n.) petit garçon, petite fille
- gaugé : (adj.) trempé
- gaupe : (n. f.) vêtement
- gauper : (v. tr.) habiller
- gavouiller : (v. tr.) marcher dans l'eau
- gouillant : (n. m.) ivrogne
- gouillat : (n. m.) mare boueuse
- goulotte : (n. f.) petite vallée étroite
- gougne : (n. f.) truie ; a donné gougne/gougnasse (prostituée) en français
- gouri : (n. m.) porc, cochon
- goutte : (n. f.) alcool blanc de fruits
- grailler : (v. tr.) manger
- grattot : (n.m.) piquette
- grebi : en grand nombre
- grillot : (n. m.) grillon
- gripot : (n. m.) chemin en pente raide, raidillon
- guetter : (v.tr.) regarder
- houksser : (v. tr.) poursuivre
- il a foutu perdre : il a jeté
- il fait cru : (loc.) il fait froid et humide
- j'ai personne vu : (loc.) je n'ai vu personne
- j'ai pas appondu : (loc.) je n'ai rien ajouté
- lambrechure : (n. f.) rangée de planches
- lapinier : (n. m.) clapier
- lessu, lessus : (n. m.) eau de lessive
- lorot : (n. m.) serpette de vigneron
- maille : (n. f.) houe
- mandrin : (n. m.) plaisantin, facétieux
- macvin : (n. m.) vin doux du jura, fait à partir d’un mélange de vin cuit et d’eau-de-vie
- meuche : (adj.) humide, mou, tiède
- michotte : (n. f.) petite miche de pain
- murie : (n. f.) bête crevée, sale bête, enfant pas sage.
- nailles : (n. f.) dragées
- nassi : (n. m.) barrage de tuf formant un seuil en travers des rivières.
- nous voilà rendus : (loc.) nous sommes arrivés
- pali, palis : (n. m.) échalas
- panne-mains : (n. m.) essuie-mains
- panner : (v. tr.) essuyer
- être panné: s'être fais avoir
- pelle à ch'ni : (n. f.) pelle à poussière
- peller : (v.tr.) déblayer la neige
- péquignot : (adj.) tout petit
- petzouille : (n. m) dis d'un enfant (mot gentil)
- peut, peute : (adj.) laid, laide
- pie : (n. f.) partie d’un terroir
- pieumer : (v. tr.) éplucher
- pleurer la michotte : (loc.) se plaindre, réclamer
- pochon : (n. m.) louche
- poêle : (n. m.) pièce commune où vit la famille
- poulot : (n. m.) coq du clocher posé sur une boule
- quérir, querri : (v. tr.) aller chercher
- rabasse :  (n.f.) grosse averse
- rabobiner (se)  ou rabibocher (se) : (v.pro.) se réconcilier
- racontotte : (n. f.) petite histoire
- raintri : (adj.) ridé, desseché, ridé
- ramasse : (n. f.) balai
- ramiauler (v.int.) : réclamer avec insistance
- rapondre  (v. int.) : recoudre
- raponse  (n.f.) : reprise d'une déchirure
- ratasser  (v. int.) : faire des travaux sans importance
- raite : (n. f.) souris
- rattrouper (v.itr.) : rassembler
- ravauder : (v. tr.) rapiécer
- rebouiller : (v. tr.) chercher en remuant
- relaver (v. tr.) : laver
- relavure : (n. f.) eau de vaisselle
- remburer (v.tr.) : ajouter un  produit dans un récipient
- requiller : (v. tr.) ranger
- requinqué : (adj.) réconforté
- resiller (v. tr.) : grignoter ou fouiner
- ressuyer (v.intr.) : sécher
- riole (faire la) : (loc.) faire la bringue
- roussotte (n.f.) : chanterelle
- rousti : (adj.) brûlé
- roulier : (n. m.) charretier, transporteur. Synonyme : grandvallier
- r'voyotte (à la) : (loc.) au revoir
- schlaguer : (v. tr.) frapper
- seille : (n. f.) seau
- serrer : (v. tr.) ranger
- soue à cochons : (n. f.) petit bâtiment où on élevait les cochons.
- tache : (n. f.) poche. de l’allemand tasche
- t'as meilleur temps de : (loc.) tu ferais mieux de
- taugnée : (n. f.) fessée
- tavaillon, taveillon : (n. m.) tuile de bois
- tétot : (n. m.) idiot
- tiaffer : (v. int.) patauger, sauter
- ticlet : (n. m.) loquet d’une porte
- tôgne : (n.f) gifle
- tout pic : (loc.) exactement
- trateller : (v.int.) boiter
- trèche : (n. m.) passage étroit. variante : traige
- trésir : (v. tr.) sortir de terre
- triffe : (n. f.) pomme de terre
- treuiller : (v. tr.) boire
- drouiller : (v. intr.) vagabonder, errer
- tué, tuyé : (n. m.) grande cheminée
- tue-chat, tue-chien : (loc.) repas festif célébrant la fin des moissons ou des vendanges en Haute-Saône
- verne : (n. f.) aulne, vent du nord-est
- vie : (n. f.) chemin, rue
- y'a beau faire : (loc.) il y a beaucoup des choses à faire

## Syntaxe et grammaire

### Tournures de phrases
La syntaxe possède certaines spécificités dans ces tournures de phrases, on observa ainsi plusieurs cas particuliers :
- Passage du passé à l’infinitif ; exemple « Je croyais que c’était vous » devient « Je croyais être vous ».
- Disparition de la préposition dans le cas d’un complément d’objet indirect ou cas contraire pour un complément d’objet direct ; exemple « Il ressemble à son père » devient « il ressemble son père » ; « servir quelqu'un » devient « servir à quelqu'un ».
- Inversion des auxiliaires ; exemple « J'ai été à la messe » devient « Je suis été à la messe ».
- Doublement des infinitifs : « faire faire » au lieu de « faire ».
- Passage de la voix active à la voix passive ; exemple « comment s'appelle-t-il » devient « comment lui appelle-t-on », « il s'appelle » devient « on lui appelle ».
- Inversion de la place du pronom indéfini ; exemple « J’ai vu personne » devient « J’ai personne vu ».
- Les Francs-Comtois possèdent de nombreuses expressions elliptiques à la manière germanique voisine de l’Alsace, par exemple « Tu viens avec ? » au lieu de « Tu viens avec moi ? »  L’expression s’entend aussi en Alsace (germanisme issu de « Komm’ mit ? »).
- Autre particularité : la locution « tous les deux » et ses dérivés (nous deux…). Au lieu de dire « Tous les deux » on dira : « On est allé au cinéma tous seuls les deux, la Denise » ou « On a mangé les deux Françoise » (sous-entendu Denise et moi, Françoise et moi).

De même, pour « Mon fils et moi » ou « Nous deux » suivi du nom d’une personne, on évite de rajouter « et moi » qui reste sous-entendu. Par exemple « Un jour, nous deux mon frère Joseph ».

### Emploi particulier de préfixes et suffixes
- L’emploi des préfixes est aussi très frappant : on utilise plus communément les verbes commençant par re, marquant le redoublement, que le verbe simple, même si ces termes semblent synonymes. On trouve ainsi, entre autres :

RAVOIR : (v. tr.) Remettre en état. « Cette casserole est brûlée ; impossible de la ravoir ».
RECHANGER (SE) : (v. pron.) Se changer. « Il s’est r’changé une nouvelle fois ».
RÉCLAIRCIR (SE) : (v. pron.) S’éclaircir. « Quand il faisait des grosses averses, la fontaine troublait, ça coulait jaune pendant quelques jours, après ça se réclaircissait ».
RECONDUIRE : (v. tr.) Rapporter (avec un nom de chose) « Ce serait bien un ouvrier chez un meunier, pour chercher les grains et reconduire la farine ».
RECROIRE (SE) (v. pron.) Être prétentieux, avoir une haute idée de soi-même. « Eh bien, on peut dire qu’il se recroit celui-là ! »
REINTRI : (adj.) Ridé. « Cette pomme est toute reintrie ». Du latin « restringere ». Variantes : « raintri », ou « rintri ». Synonyme : « regrigné ».
REGUÉRIR : (v. intr.) Guérir. « D’ici quelques jours tu seras reguéri ».
RELAVER : (v. tr.) Laver. Voir « patte à relaver ».
RESSUYER : (v. tr.) Sécher. « La terre est ressuyée, on va pouvoir labourer ».
- De même le suffixe « –ot » (féminin : « -otte »), qui sert en général de diminutif est très répandu non seulement en Franche-Comté mais aussi dans tous l’est de la France (Jean devient Jeannot, etc.). De nombreux mots sont formés avec ce suffixe (attiot, chairotte, cramaillot, cudot, daubotte, racontotte, cancoillotte, etc.).

### Emploi des articles
L’article défini (le, la) est utilisé devant le nom d’une personne connue (le Jean, la Germaine…) y compris au sein de la famille. Certains mots voient leur genre inversé, à Chapelle-des-Bois on dira ainsi la rhume, la serpent, le vipère.

### Prépositions particulières
- À : (prép.) À la place de la préposition de devant un complément de nom. Exemple : « La sœur à la Lucienne ». Populaire, très usité en Franche-Comté.
- APRÈS : (prép.)

1. Sur : est utilisé de manière habituelle pour exprimer une adhésion latérale (par opposition au fait d'être au-dessus ou en dessous). Exemple : « La clé est après la serrure », « J’ai de la boue après mon pantalon », « l'étiquette est collée après la vitre ».
2. Peut exprimer une action immédiate. Exemple : « Geneviève se met après ses devoirs ». Emploi pluri-régional, particulièrement fréquent en Franche-Comté.

- CHEZ : (prép.)

1. Les. (suivi d’un nom de famille et d’un verbe au pluriel). Exemple « Chez Bobillier sont venus nous voir hier ». « Il ne faudra pas que j’oublie d’en parler à chez Grandmangin ».
2. Les [notres] (suivi d’un pronom personnel) « Ils m’ont invité avec tout chez nous » = « nous tous ».
3. Chez est en quelque sorte explétif et devient un ensemble indissociable du nom propre dans une expression comme « Le poirier à chez Clément ». On peut comprendre : « le poirier des Clément ».

- CONTRE : (prép.) Vers, « dans la direction de... ». Exemple « On se dirige contre Besançon ».
- DEPUIS : (prép.)

1. De, du (sens spatial). Exemple « Il est tombé depuis le clocher ».
2. Depuis le temps où (suivi d’un adjectif avec verbe sous-entendu). Exemple « Je la connais depuis toute jeune ».

- SUR : (prép.)

1. En. Exemple « Aller sur Suisse », « T'es sur Besac'? ».

- VERS : (prép.)

1. Auprès de, chez (avec un nom de personne). « Il est vers la Paulette ». « Ma femme est ici, elle est vers moi ». Avec mouvement, « J’allais dans la classe de mon père. Après sa retraite, je suis allé vers MM. Bontemps et Melot, ses successeurs ».
2. Sur (avec un nom de chose). « Elle pose un bol de lait vers le paillasson ».

### Adverbes et conjonctions spécifiques
- BEAU : (adj. employé adv.) Bien, très. Exemple « Le foin est beau sec ».
- BEAU FAIRE DE (Y AVOIR) : (loc. verb.) Y avoir beaucoup de. Exemple « Y a beau faire de patates, cette année ». « Toute cette salade, je veux avoir beau faire d’y éplucher ! »
- BIEN : (adv.) Beaucoup. Exemple « Y a plus bien de monde à la messe ».
- CHANCE QUE : (loc.) « Heureusement que... ». Exemple « Tu as vu ce qui tombe ? chance que j’ai pris mon parapluie ! ». On dit aussi « Encore chance » : « Voye, il pleut plein temps ! J’ai pris mon parapluie, encore chance ! »
- HODIEU : (adv.) Aujourd’hui. Du latin « hodie ».
- LA-CONTRE : tout près, « Pose ça là-contre ».
- RIEN : (adv.) Pas du tout. « J’ai rien dormi de la nuit ».
- SI TELLEMENT : (adv. superlatif) Tellement, si. « Il allait si tellement vite ».
- TANT (adv.) : Tellement, si (avec un adj.) « Elle lui en a fait tant voir ».
- TANT BIEN : (loc. adv.) Tellement. « Y’a des gens, not’ nouveau curé, ils l’aiment pas tant bien ».
- VITEMENT : (adv.) Vite. « Elle change vitement la vieille lampe contre une neuve ».
- VOIR : (adv.) Renforce un verbe. « Dites-moi voir ». Du latin « verum ».

### Emploi des pronoms
Ce sont les mêmes qu’en français classique. On note toutefois deux spécificités :
Usage du « QUE » (pron. relatif), très utilisé au lieu d’un autre relatif. « C’est toi que tu me l’as dit ».
Le pronom personnel de la troisième personne change :
- I : (pr. pers.)

1. Il ou Ils. « I sont partis »
2. Lui ou leur. « I faut i donner à manger ». Variante : « y »

- IL : (pr. pers.) Il ou elle. S’emploie indistinctement au masculin et au féminin. « La chatte, il a fait ses petits ».
- Dans le Haut-Doubs, on utilise aussi un pronom complément d’objet direct neutre vocalique -y- (exemple : "quand j’aurais le temps j’y ferai").

### Emploi spécifique de certains verbes
- ALLER : (v. intr.)

1. Devenir (suivi d’un nom). Aller joue le rôle d’un verbe d’état. Exemple « Elle est allée religieuse ».
2. Aller chercher, acheter, ramasser... lorsqu’aller est suivi de la préposition à et d’un nom. Exemple « Je vais au pain », « La Paulette est allée aux mûres ».
3. Aller à la selle (employé absolument).
4. Aller Gendre.

- AVOIR : (v. auxiliaire)

Utilisé à la place de l’auxiliaire être dans les temps composés du passé. Exemple « Elle a tombé », « Il a resté ». Le syntagme « avoir besoin » est suivi d’un verbe d’action à l’infinitif au lieu d’une forme passive. Exemple « La cheminée a besoin de refaire », « Les carreaux ont besoin de laver »
- FAIRE : (v. tr.)

1. Produire : « - Vous avez combien d’hectares ? » - « On en fait encore vingt »
2. Elever des bêtes : « On faisait beaucoup de cochons »
3. Préparer : Si l’on vous vend des œufs, « on vous en fait une douzaine ».

- VOULOIR : (v. tr.) Aller (équivalent d’un futur), être sur le point de (suivi d’un infinitif). « Il veut pleuvoir », il va pleuvoir. « J’sais pas où ça veut finir ». « Ca veut pas être si beau ». « Les coureurs, ils veulent tirer la langue pour monter ».
- VOULOIR BIEN : (loc.)

1. Pouvoir (suivi d’un infinitif) « Qu’on dise tant qu’on voudra qu’il voulait bien guérir sans le secours de mes prières. Je laisse ces athées à leurs pensées, et je garde les miennes qui sont celles d’un croyant ».
2. Aller (pour exprimer un futur proche) « Si ça continue, elle veut bien finir par tomber ». Synonyme : « Vouloir ».

- VOULOIR (NE PAS) : Ne pas être autorisé à. « Tu ne veux pas y aller » (« tu n’iras pas »).

## Français régional et culture franc-comtoise

### Le français dialectal dans le folklore et les traditions comtoises

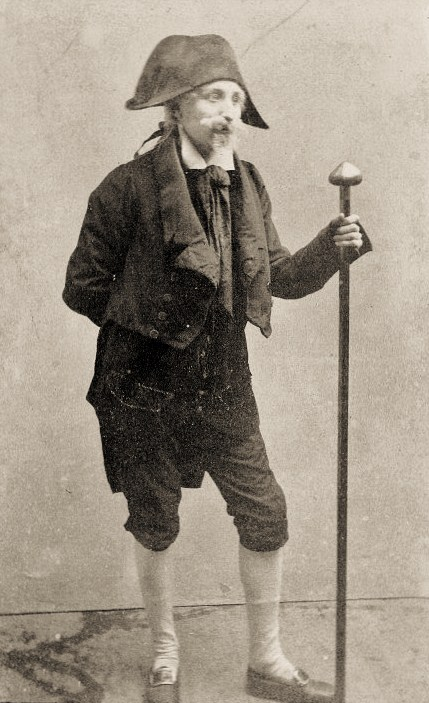
Barbizier, dans les années 1890.

- Barbizier : Personnage légendaire du vigneron bisontin de la Crèche comtoise[18]
- Le Biou : Fête célébrée à Arbois célébrée le premier dimanche de septembre. Le biou est une énorme grappe de raisin formée de centaines de grappes de raisin assemblées en bandes horizontales sur le treillis d’une toupie d’un mètre cinquante. Quatre vignerons portent le biou à l’église où il est béni, puis hissé au sommet de la nef où il restera plusieurs semaines. Cette tradition très ancienne se réfère peut-être à l’épisode de la grappe de canaan, dans les nombres 13,23.
- Bousbot : Habitant du quartier de Battant, c’est un nom d’origine comtoise qui signifie pousse-crapaud en référence au fait d’armes des habitants du quartier qui repoussèrent une attaque protestante.
- La cancoillotte : fromage franc-comtois qui serait né dans la Haute-Saône d’une erreur de fabrication. Il s’agit d’un fromage fondu créé à base de méton.

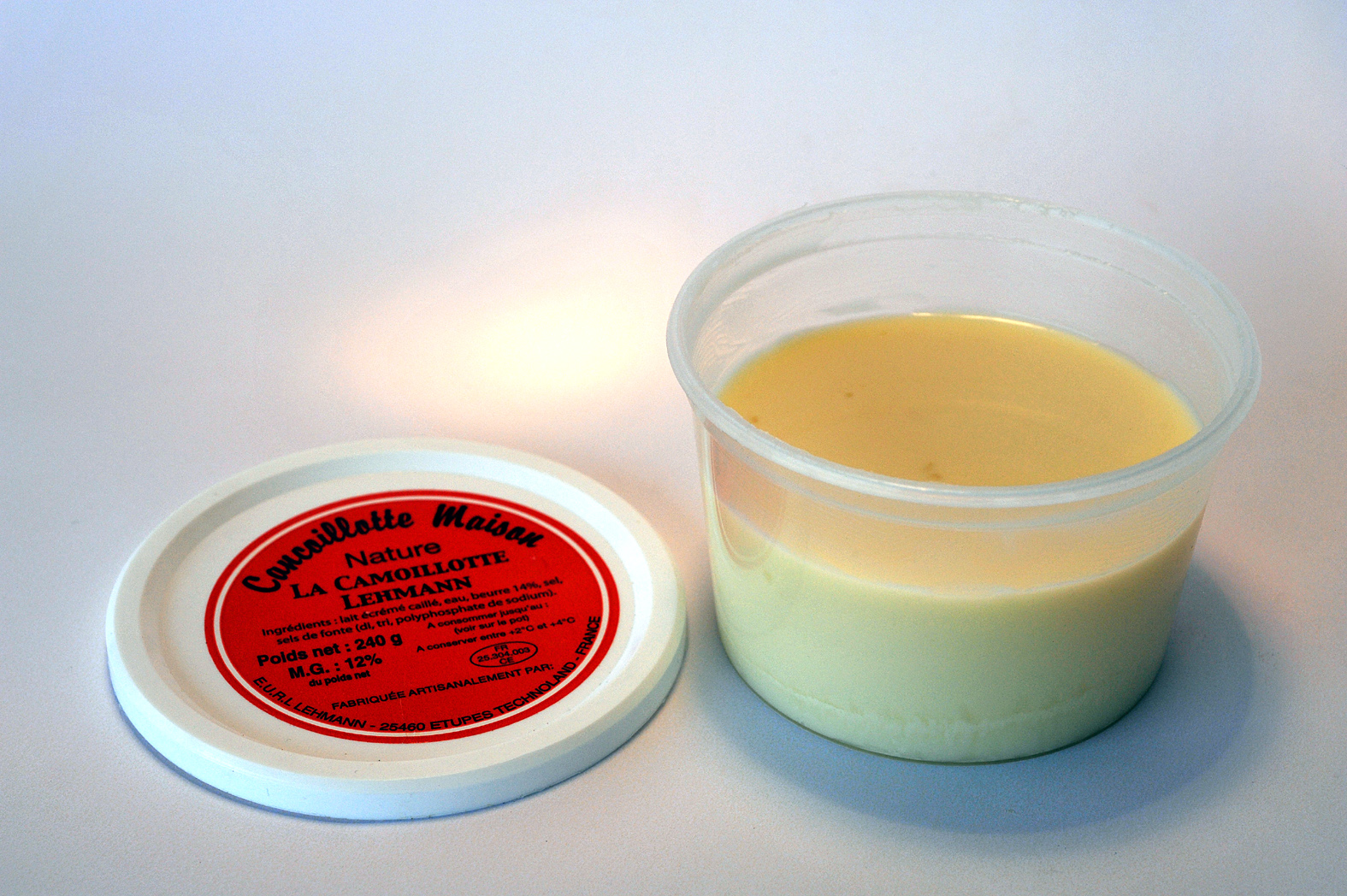
La cancoillotte, fromage comtois.

- Les fayes (ou failles, ou fouailles du latin facula) : une faye est un long morceau de bois qui va en grossissant et qui se termine en une énorme massue fendue de toutes parts ; dans les fentes sont introduites des lames de bois sec. La préparation des fayes débute un an à l’avance puisqu’elles sont sculptées. Elles doivent s’enflammer vite et facilement, et se consumer lentement. Lors de la fête des fayes, qui est la fête du solstice d’hiver en terre vigneronne, les villageois se retrouvent autour d’un grand brasier où les fayes sont allumées, puis, chacun à son rythme, trace des cercles dans la nuit, c’est ce qu’on appelle tourner les fayes. La fête est célébrée le soir de Noël à Château-Chalon (Jura) et la veille de l’épiphanie à Mouthier-Haute-Pierre (Doubs).
- La fruitière : fromagerie, coopérative. « Les fruitières (ou associations pour la fabrication du fromage dit de gruyère) sont à peu près spéciales aux montagnes du Jura, bien que la fabrication elle-même soit très évidemment d’origine suisse comme le nom l’indique. »
- Les gaudes : 
  - grains de maïs, d’où farine de maïs.
  - plat traditionnel en Franche-Comté.

C’est une bouillie de farine de maïs grillé et donc différente de la polenta italienne. Les gaudes ont constitué une des bases de l’alimentation franc-comtoise, tout en étant connues en Bresse et en Bourgogne. Le maïs est cultivé en Franche-Comté dès le premier tiers du XVIIIe siècle. L’étymologie du mot est douteuse : peut-être à rapprocher du nom d’une plante de couleur jaune, la gaude.
Dans un discours à une réunion de Francs-Comtois à Paris, en 1883, Pasteur disait : « ce qu’on aime là-bas, vous l’offrez ici. Vous nous donnez les gaudes, ce plat du terroir de mémoire si grande que vous l’avez élevé à la hauteur d’une institution. » « Nous sommes les mangeurs de gaudes », dit une ballade franc-comtoise, mais « mangeurs de gaudes » appliqué aux Francs-Comtois est souvent péjoratif et l’on renchérit parfois : « ils ont le derrière jaune ».
Un certain nombre d’expressions ou de dictons évoquent ce plat si apprécié : « un gros plein de gaudes » équivaut à ce qu’on nomme ailleurs un « gros plein de soupe » ; « piau (peau) de gaude » qualifie une personne au visage jaune et ridé. « Il est comme la peau des gaudes, il revient jusqu’à sept fois » signifie « il me fait perdre mon temps ». « Ramener la peau sur les gaudes » c’est « arranger une affaire ». « Souffler les gaudes », c’est « ronfler ».
- Lacuzon : Lacuzon, héros franc-comtois de la guerre de dix ans contre les Français, son nom signifie le souci du fait de sa nature soucieuse ou pensive. Le mot est attesté en vieux français sous la forme « cusanse ».
- Le mai : (n. m.) Arbre de mai. « Au pays de Montbéliard, branches d’arbres symboliques placées devant les maisons des jeunes filles à marier, le 1er mai, et choisies parmi les essences diverses : aux plus honorées l’épine blanche, le hêtre ; aux orgueilleuses qui marchent en se dandinant et en se pavanant le tremble qui agite le moindre souffle ; aux jeunesses trop apprivoisées, le cerisier, arbre d’un abord facile ; aux faibles et sans volonté le coudrier ; en signe de dérision un fagot lié au bout d’une perche à celle dont personne ne daignait s’occuper ». Un dicton résume, en quelque sorte cette tradition : « Sapin, putain, charmille, gentille, bois fourchu, on est monté dessus ».
- Le meton (ou metton) : lait caillé écrémé que l’on chauffe, que l’on cuit, puis qu’on égoutte et qu’on presse avant de placer dans une terrine où on le laisse fermenter quelques jours.

Quand le metton prend une couleur jaune doré, il est prêt pour la fabrication de la cancoillotte. On le fait alors fondre à feu doux avec un peu d’eau, du beurre et du sel en le remuant régulièrement. Une fois retiré du feu, on y ajoute un morceau de beurre, ce qui lui donne un aspect doré et ridé.
Voir cette chanson franc-comtoise : « pour que l’metton soit bien pourri / sous l’édredon au pied de votre lit / près de la bouillotte / vous l’installez là quelque temps / fondez et vous avez / d’la cancoillotte »
- La Racontotte : petite histoire drôle racontée durant la veillée, c’est aussi le nom d’une revue de culture franc-comtoise.
- La Vouivre : selon Charles Beauquier, vuivre Vouivre, s. f. — Méchante femme, criarde.

La vouivre est aussi le serpent fantastique des légendes populaires de Comté. Elle porte une escarboucle au front. Il s’agit donc d’un être fantastique, sorte de fée qui vit auprès des étangs et ensorcelle les esprits des humains. « Ces vouivres qui se baignent dans les ruisseaux et qui, avant d’entrer dans l’eau, déposent sur l’herbe une grosse escarboucle qu’elles portent au front comme un œil lumineux ». Marcel Aymé a intitulé un de ses romans La Vouivre.
Étymologie : ce mot est une forme de « vipère ». « Vipera », « vuivre » (vouivre). Vieux français, « vivre ». Vipera a formé aussi « guivre » (un serpent fantastique du Moyen Âge), comme « vespa » a donné « guêpe ». Le « g » et le « v » se substituant l'un à l'autre.
- Tuyé : (n. m.) grande cheminée.

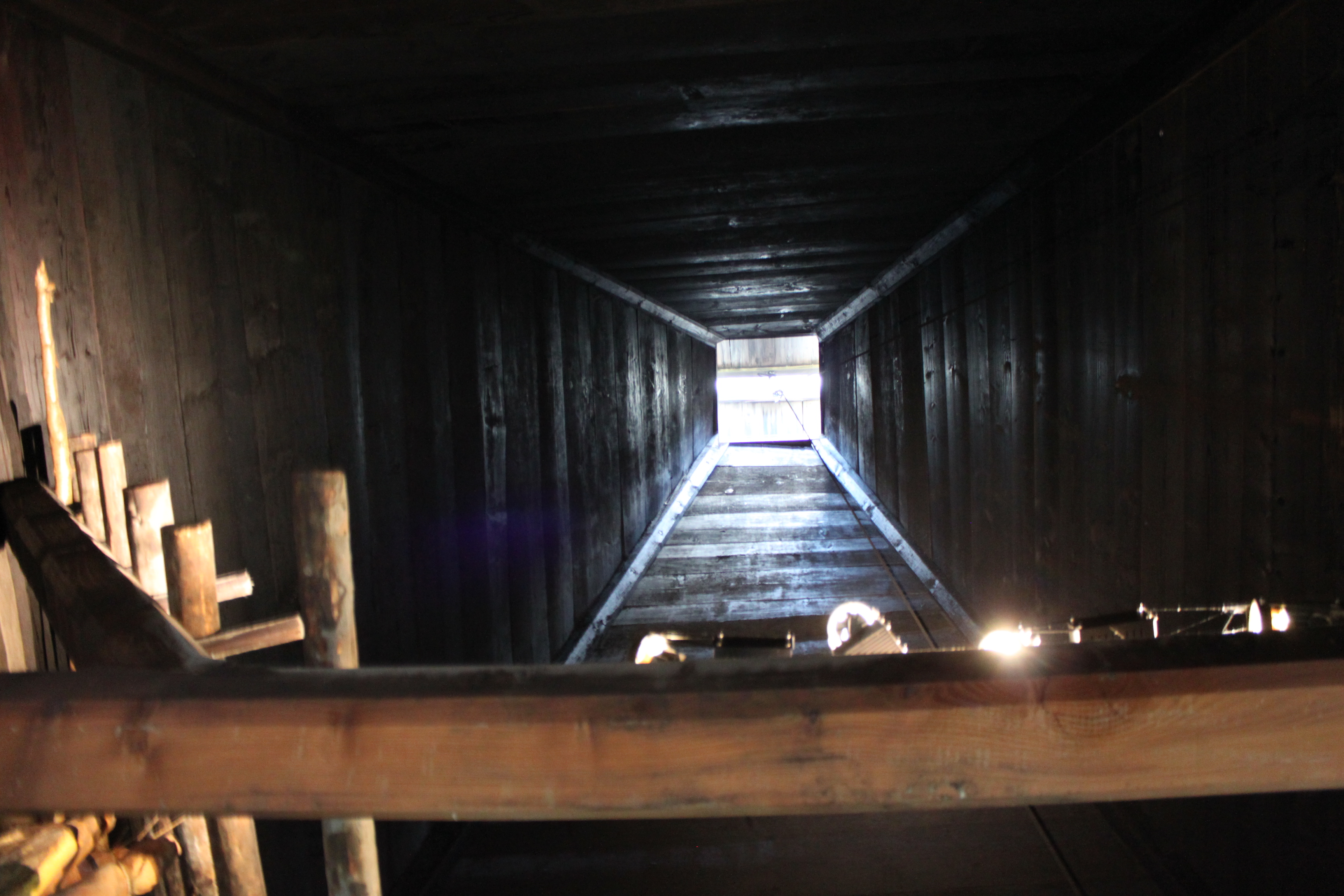
Le tuyé, cheminée pour fumer les célèbres saucisses de Morteau.

Dans le Jura, le tuyé en bois, est en forme de tronc de pyramide qui couvre totalement une pièce, de plan carré fermé par deux murs et deux cloisons. Contre l’un des murs, on fait le feu à même le sol. Dans l’espace au-dessus du foyer, on fume la viande et les saucisses du val de Morteau.
« Dans le fond, montait le tuyé, immense cheminée villageoise de 4 m2 de surface à la base, s’effilant en haut en tronc de pyramide, s’ouvrant et se formant par deux planches articulées, fermant sur le faîte une toiture mobile qui se manœuvrait du dedans au moyen d’une longue corde de chanvre durcie et noirâtre. » Le mot est attesté par une image de 1595 et par des textes du XVIIe siècle dont, en 1678, le voyage d’un marchand italien allant de Paris à Pise qui décrit le tuyé de l’auberge des Rousses.
De l’ancien français « tuel », variante : « tué ».

### Français régional et littérature

#### L’expression de la paysannerie comtoise dans la littérature régionaliste
La Franche-Comté relativement pauvre en littérature sous l’Ancien Régime voit naître au XIXe siècle nombre de grands écrivains. Pour ne citer que Victor Hugo, natif de Besançon, ou Lamartine, aux racines franc-comtoises, c’est surtout Charles Nodier, Xavier de Montépin, Max Buchon qui contribue à créer une certaine école littéraire comtoise de la ruralité. Nodier devient le défenseur national de la cause du comtois et écrit les aventures du nain Trilby qui bien que situé en Écosse s’apparente aux histoires des foultots franc-comtois. Montépin quant à lui, devient célèbre pour ses romans populaires dont l’un raconte les aventures du héros de l’indépendance comtoise Lacuzon face aux Français, ce roman nommé Le Médecin des pauvres qui est un plagiat d’une œuvre de Louis Jousserandot Le Diamant de la Vouivre restera au cœur d’une célèbre controverse littéraire. Max Buchon, ami de Victor Hugo et de Gustave Courbet, apparait comme le Balzac comtois qui décrit dans sa trilogie du Val d’Héry la vie des paysans comtois et réalise un remarquable travail de recherche sur les traditions populaires comtoises.
C’est lui qui ouvre la voie au XXe siècle à d’autres écrivains comtois comme Louis Pergaud, Marcel Aymé, Romain Roussel et André Besson. Ces derniers vont explorer la ruralité sous toutes ses formes. Le merveilleux s’exprime dans La Vouivre de Marcel Aymé et ses Contes du chat perché, l’anecdote de village et ses querelles donnent naissance à la célèbre guerre des boutons de Pergaud, mais c’est un thème que l’on retrouve chez Aymé (La Table aux crevés) et Roussel autour d’un drame passionnel (La Vallée sans printemps). André Besson quant à lui s’attache à des romans historiques sur la guerre de Dix Ans(La Louve du Val d’Amour, L’Indomptable Lacuzon) et explore la mémoire des vieux terroirs comtois.
Enfin, Bernard Clavel, figure littéraire d’envergure internationale, dépeint un portrait sans concession de la ruralité comtoise souvent cruel et sans pitié pour ses héros (Tiennot, l’Espagnol, Bisontin-la-Vertu).
Plusieurs de ces ouvrages ont fait l’objet d’adaptations cinématographiques (les deux versions de La Guerre des boutons, La Vouivre, La Vallée sans printemps) et télévisées (Le Tambour du bief, L'Espagnol, Les Colonnes du ciel).

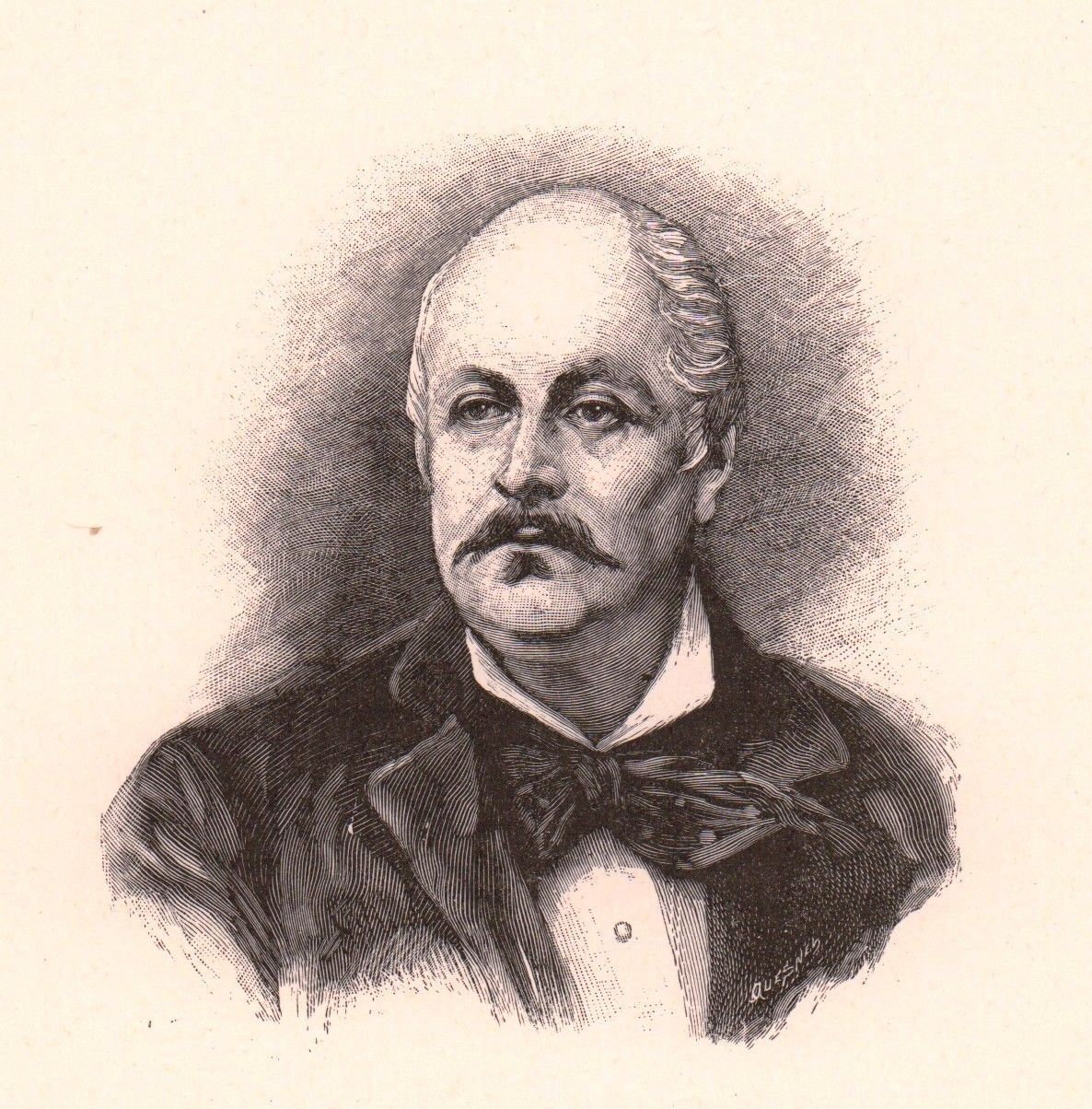
Xavier de Montépin, 1823-1902
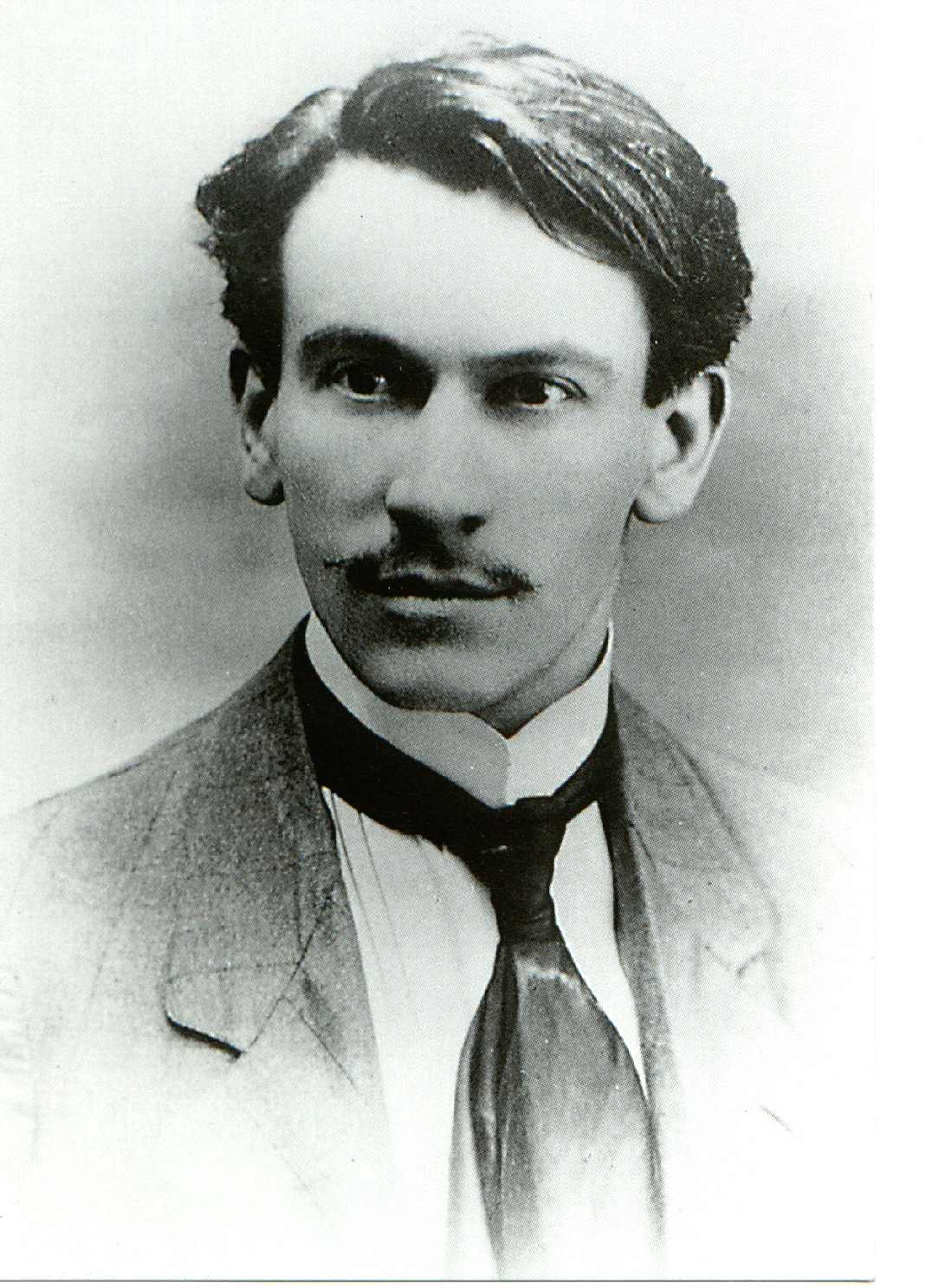
Louis Pergaud, 1882-1915
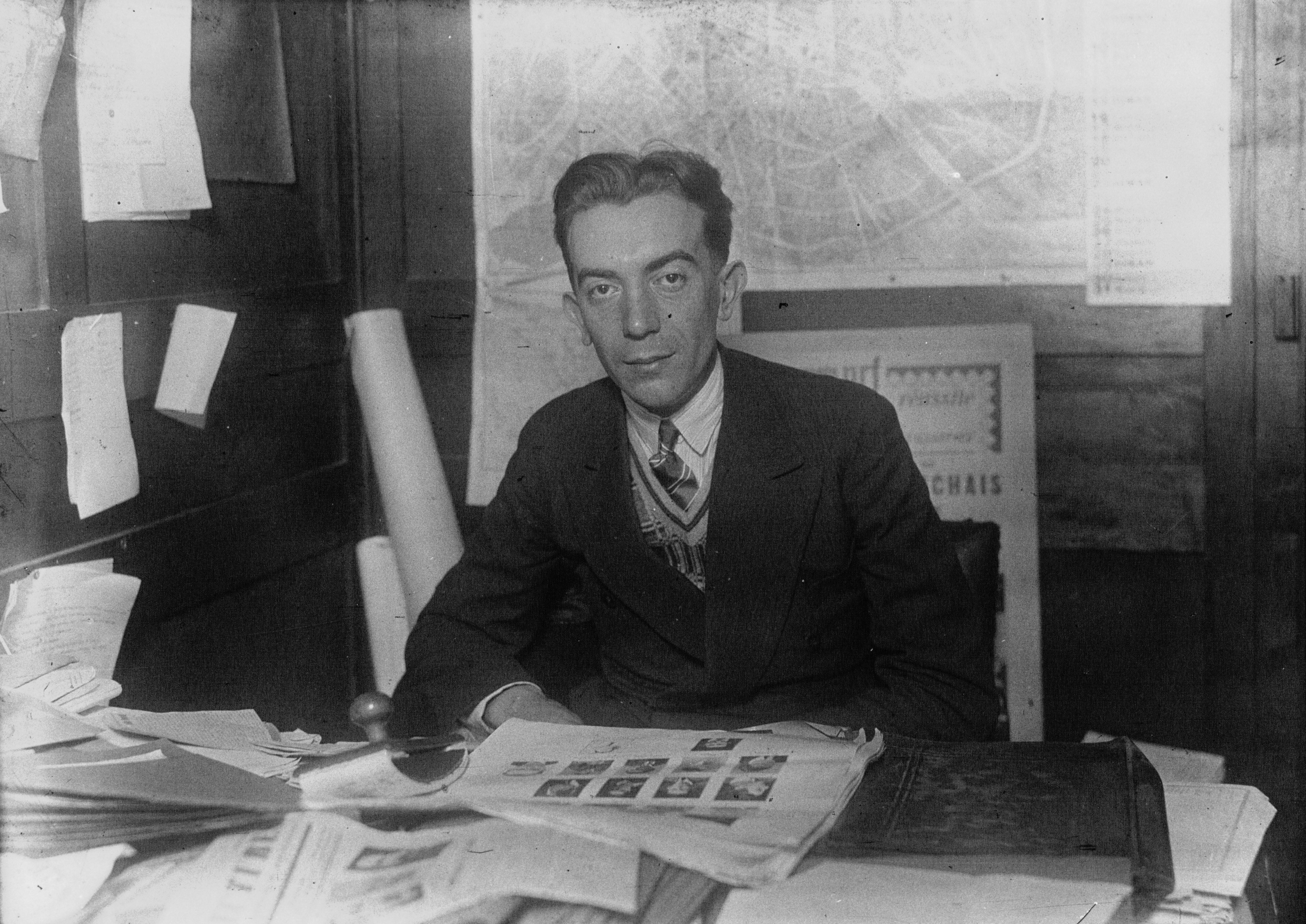
Marcel Aymé, en 1929
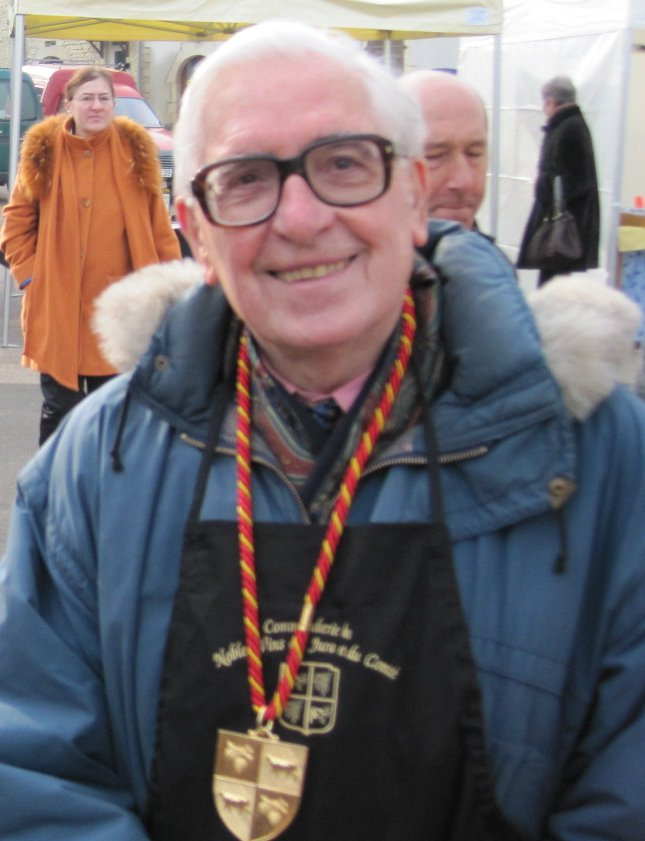
André Besson, né en 1927

#### Le parler franc-comtois dansGustalinde Marcel Aymé
Dans Gustalin, lorsque Marthe est partie avec Sylvestre Harmelin (surnommé Gustalin), Hyacinthe rentre à la ferme et trouve la maison vide. Il doit donc faire lui-même le travail de sa femme.
« Il ferma le poulailler et pensa tout à coup qu'il fallait traire les vaches et porter le lait à la fruitière, Marthe avait tout préparé à l'écurie. À côté du trépied de bois, il trouva la seillere, la bouille, »
« Comme tante Sarah arrivait, Marthe ôta son devantier, »
En revenant des bois où habite sa tante Talentine, Marthe se signe en voyant trois pies et récite une comptine pour conjurer le sort : « Trois aigasses. Malaigasse. Passe, passe, passe. » 
Arsène Muselier contemple les champs de turquis dans lesquels il n'y a plus trace des serpents de la Vouivre , »

« On constate aussi qu'à ces termes francs-comtois se mêlent des expressions d'ancien français connu dans d'autres régions. En effet, la langue du Comté comprend une foule de mots et d'expressions différentes d'une région à une autre, mais généralement compréhensibles dans les trois départements (25 Doubs, 39 Jura, 70 Haute-Saône). Leur origine est très diverse et on trouve pêle-mêle des mots d'ancien français ou d'argot aussi bien que des vocables tirés de l'allemand ou du latin. Ainsi dans Gustalin, Marthe reproche au chien museau de faire des arias. Et Hyacinthe déclare qu'il connait bien la maison de la Frisée qui était située entre deux foyards »

### Les spectacles comiques de la Madeleine Proust
La Madeleine Proust est un personnage théâtral incarné par Laurence Sémonin. Son nom est emprunté aux célèbres madeleines de Proust. Le personnage de la Madeleine Proust est une veuve habitant le Haut-Doubs, dans la commune des Gras, près de Morteau. L'accent si typique de cette région rendit cette « commère » très populaire. Son succès fut d'abord régional, puis national. Au fil des monologues, le spectateur apprend plusieurs détails de sa vie.
En voici quelques répliques célèbres :
- « Quand on voit c'qu'on voit pis qu'on sait c'qu'on sait, ben on a meilleur temps d'penser c'qu'on pense et pis d'ne rien dire ! »
- « C'te peignette çui-la : il écorcherait un poux pour en avoir la peau ! »
- « Il était blanc comme une merde de laitier ! »
- « Oh c't'accent ! Ben avec un accent pareil, pas b'soin de d'mander où y reste ! »

### Exemple de texte
| Mélange de français, français régional et de mots comtois | Français |
| --- | --- |
| É gens qui savent causer ont du jet. S'pas des gnangnan. È trois quarts et d'mi du temps, y présentent bien. ' disent toujours " T'chi no, la peinture n'coffe pas ! " pou montrer qu'n'ont pas les mêmes valeurs que nous. S'pas d'doverés qu'sont mal gaupés. Ah ! S'du frais boulot quand on voit des auxquelles qui s'promènent dégaulliées, trésir au bout du village et ramioler. È montent tout leur butin. On a envie d'rouquer les portes et même d'les rouiller, d'se cacher et d'souffler la lumière pou pas les voir. È zont des mèches qui r'biquent è se r'tendent tèment què sont fières. Une fois mariées, è d'viennent bien souvent des peutes biques portant des chandails tout dégalvaudés qui maillent. Quand è zétaient p'tiotes, è tapaient comme tout l'monde dans l'gouillet et brevillaient au barlot quand è zavaient faim. Certaines d'entre elles étaient toutes michoulés. Quand v'nait la saison, è zallaient marauder un chouilla d'si d'là. È dimanche après avoir ramassé le chni è partaient en treubeu à la messe avec leurs parents. D'temps à autre, è cueillaient des chti cramaillots què f'saient en salade et au r'virot d'la fête è mangeaient du jouetché. L'aut'jour y pleuvait et y'avait un chien tout couassé qu'aboyait dans la rue. J'ai vu à côté de lui une p'tiote qu'était mal fagottée et qui piounait su' trottoir. J'ui ai demandé s'qu'yallait pas. È s'est mise à chouiner, m'racontant què avait faim et què s'apprêtait à rousiller quèque chose. Mais sa mère lui avait donné une pomme toute tâlée et è voulait pas la manger. Alors j'ui ai dit : " serre-toi, j'vais aller parler à ta mère " et chu parti chez sa mère. Quand chu arrivé d'vant elle, une meussotte voire sec comme un coup de trique, j'ai vite r'marqué son tic ; è miguait sans arrêt. J'ui ai dit : " Y'a pas bésef à manger dans ce que vous avez donné à vot'fille ". " Ché ", répondit-elle, " J'pas fait attention, je r'gardais les haricots trésir dans le jardin et j'ai beugné la pomme cont' la table. Si des fois ça vous toque, on vous en r'causera, on en a encore bien mieux vu, las moi, on a bien des maux ! Pis le nouveleu est aux champs. C'est pu l'moment d'bsiller. Y'a encore les reuchtis à faire cuire. È lé nô monsieur qu'vin. À la r'voyote ou à la r'voyure. " | Les gens qui savent parler ont de l'allure. Ce ne sont pas des indécis ramollis qui radotent. Presque tout le temps, ils sont convenables. İls disent toujours " Chez nous, la peinture ne se décolle pas ! " pour montrer qu'ils n'ont pas les mêmes valeurs que nous. Ce ne sont pas des abrutis mal vêtus. Ah ! C'est un beau résultat quand on voit de ces traînardes quelconques qui se promènent décolletées, apparaissant au bout du village et faisant tout pour plaire. Elles montrent tous leurs appâts. On a envie de claquer les portes et même de les verrouiller, de se cacher et d'éteindre la lumière pour ne pas les voir. Elles ont des mèches qui se dressent et sont tellement prétentieuses et orgueilleuses. Une fois mariées, elles deviennent bien souvent de laides commères portant des vieux chandails qui n'ont plus de forme. Quand elles étaient gamines, elles s'amusaient comme tout le monde dans les flaques et se plaignaient quand elles avaient faim. Quand venait la saison, elles allaient voler quelques fruits chez les voisins. Le dimanche, après avoir ramassé la poussière qui traîne, elles partaient à la messe avec leurs parents dans une vieille voiture. De temps à autre, elles cueillaient des petits pissenlits qu'elles faisaient en salade et le dimanche suivant la fête, elles mangeaient du gâteau de ménage. İl y a quelques jours, il pleuvait et il y avait un chien avec les poils collés par la pluie qui aboyait dans la rue. J'ai vu à côté de lui une petite fille qui était mal habillée et qui râlait sur le trottoir. Je lui ai demandé ce qui n'allait pas. Elle s'est mise à pleurer, me racontant qu'elle avait faim et qu'elle s'apprêtait à grignoter quelque chose. Mais sa mère lui avait donné une pomme toute abîmée à la suite d'un choc et elle ne voulait pas la manger. Alors je lui ai dit : " pousse-toi, je vais aller parler à ta mère ", et je suis parti chez sa mère. Quand je suis arrivé devant elle, une femme menue, voire très maigre, j'ai vite remarqué son tic ; elle clignait des yeux sans arrêt. Je lui ai dit : " İl n'y a pas beaucoup à manger dans ce que avez donné à votre fille ". " Je sais ", répondit-elle, " Je n'ai pas fait attention, je regardais les haricots en train de germer dans le jardin et j'ai cogné la pomme contre la table. Si jamais ça vous dit, on vous en reparlera. On en a vu encore bien plus. Oh là là ! Pauvre de moi, on a bien des misères et le gros foin est aux champs. C'est pas le moment de se tortiller. İl y a encore les pommes de terre à cuire. Nos messieurs arrivent. Au revoir ! " |